# Nazionale femminile di pallamano dell'Ungheria
La nazionale di pallamano femminile dell'Ungheria rappresenta l'Ungheria nelle competizioni internazionali e la sua attività è gestita dalla federazione ungherese di pallamano.

## Competizioni principali
- 1976:  3º posto
- 1980: 4º posto
- 1984: Non qualificata
- 1988: Non qualificata
- 1992: Non qualificata
- 1996:  3º posto
- 2000:  2º posto
- 2004: 5º posto
- 2008: 5º posto
- 2012: Non qualificata
- 2016: Non qualificata
- 2020: 7º posto
- 2024: 6º posto

- 1957:  2º posto
- 1962:  3º posto
- 1965:  Campione
- 1971:  3º posto
- 1973: 4º posto
- 1975:  3º posto
- 1978:  3º posto
- 1982:  2º posto
- 1986: Non qualificata
- 1990: Non qualificata
- 1993: 7º posto
- 1995:  2º posto
- 1997: 9º posto
- 1999: 5º posto
- 2001: 6º posto
- 2003:  2º posto
- 2005:  3º posto
- 2007: 8º posto
- 2009: 9º posto
- 2011: Non qualificata
- 2013: 8º posto
- 2015: 11º posto
- 2017: 15º posto
- 2019: 14º posto
- 2021: 10º posto
- 2023: 10º posto

### Olimpiadi
| Edizione            | Luogo         | Piazzamento      | V | N | P | Reti    |
| ------------------- | ------------- | ---------------- | - | - | - | ------- |
| Montreal 1976       | Canada        | 3º posto         | 3 | 1 | 1 | 85:55   |
| Mosca 1980          | Russia        | 4º posto         | 1 | 1 | 3 | 80:74   |
| Los Angeles 1984    | Stati Uniti   | Non partecipante | - | - | - | -       |
| Seoul 1888          | Corea del Sud | Non partecipante | - | - | - | -       |
| Barcellona 1992     | Spagna        | Non partecipante | - | - | - | -       |
| Atlanta 1996        | Stati Uniti   | 3º posto         | 3 | 0 | 2 | 126:127 |
| Sydney 2000         | Stati Uniti   | 2º posto         | 4 | 1 | 2 | 202:187 |
| Atene 2004          | Grecia        | 5º posto         | 5 | 1 | 1 | 215:178 |
| Pechino 2008        | Cina          | 4º posto         | 3 | 1 | 4 | 211:227 |
| Londra 2012         | Regno Unito   | Non partecipante | - | - | - | -       |
| Rio de Janeiro 2016 | Brasile       | Non partecipante | - | - | - | -       |
| Tokyo 2020          | Giappone      | 7º posto         | 2 | 0 | 4 | 164:175 |
| Parigi 2024         | Francia       | 6º posto         | 2 | 1 | 3 | 169:172 |

### Mondiali
| Anno | Luogo                | Piazzamento      | V | N | P | Reti    |
| ---- | -------------------- | ---------------- | - | - | - | ------- |
| 1957 | Jugoslavia           | 2º posto         | 1 | 1 | 1 | 16:16   |
| 1962 | Romania              | 5º posto         | 1 | 0 | 2 | 46:41   |
| 1965 | Germania Ovest       | Campione         | 4 | 0 | 0 | 34:18   |
| 1971 | Paesi Bassi          | 3º posto         | 1 | 0 | 1 | 30:33   |
| 1973 | Jugoslavia           | 4º posto         | 2 | 0 | 1 | 49:42   |
| 1975 | Unione Sovietica     | 3º posto         | 3 | 0 | 2 | 52:46   |
| 1978 | Cecoslovacchia       | 3º posto         | 3 | 0 | 2 | 67:73   |
| 1982 | Ungheria             | 2º posto         | 3 | 1 | 1 | 99:89   |
| 1986 | Paesi Bassi          | 4º posto         | 2 | 1 | 2 | 93:90   |
| 1990 | Cina                 | Non partecipante | - | - | - | -       |
| 1993 | Norvegia             | 4º posto         | 3 | 1 | 5 | 198:200 |
| 1995 | Austria e Ungheria   | 2º posto         | 7 | 0 | 1 | 196:153 |
| 1997 | Germania             | 9º posto         | 4 | 0 | 2 | 181:132 |
| 1999 | Danimarca e Norvegia | 5º posto         | 7 | 0 | 1 | 256:178 |
| 2001 | Italia               | 9º posto         | 5 | 0 | 2 | 189:169 |
| 2003 | Croazia              | 2º posto         | 8 | 0 | 2 | 329:273 |
| 2005 | Russia               | 3º posto         | 7 | 1 | 2 | 328:253 |
| 2007 | Francia              | 8º posto         | 4 | 2 | 4 | 300:280 |
| 2009 | Cina                 | 9º posto         | 4 | 2 | 3 | 275:218 |
| 2011 | Brasile              | Non partecipante | - | - | - | -       |
| 2013 | Serbia               | 8º posto         | 4 | 0 | 3 | 204:168 |
| 2015 | Danimarca            | 11º posto        | 4 | 0 | 2 | 169:145 |
| 2017 | Germania             | 15º posto        | 3 | 0 | 3 | 164:156 |
| 2019 | Giappone             | 14º posto        | 3 | 0 | 4 | 200:169 |
| 2021 | Spagna               | 10º posto        | 4 | 0 | 2 | 175:163 |

### Europei
| Anno | Luogo                | Piazzamento | V | N | P | Reti    |
| ---- | -------------------- | ----------- | - | - | - | ------- |
| 1994 | Germania             | 5º posto    | 3 | 1 | 3 | 163:160 |
| 1996 | Danimarca            | 10º posto   | 1 | 0 | 5 | 131:154 |
| 1998 | Paesi Bassi          | 3º posto    | 5 | 0 | 2 | 175:161 |
| 2000 | Romania              | Campione    | 7 | 0 | 1 | 216:169 |
| 2002 | Danimarca            | 5º posto    | 5 | 0 | 2 | 223:204 |
| 2004 | Ungheria             | 3º posto    | 6 | 0 | 2 | 236:217 |
| 2006 | Svezia               | 5º posto    | 5 | 0 | 2 | 234:186 |
| 2008 | Macedonia            | 8º posto    | 6 | 2 | 1 | 143:160 |
| 2010 | Danimarca e Norvegia | 10º posto   | 3 | 0 | 3 | 126:147 |
| 2012 | Serbia               | 3º posto    | 4 | 0 | 4 | 219:226 |
| 2014 | Croazia e Ungheria   | 6º posto    | 3 | 1 | 3 | 178:172 |
| 2016 | Svezia               | 12º posto   | 1 | 1 | 4 | 132:143 |
| 2018 | Francia              | 7º posto    | 4 | 0 | 2 | 163:164 |

## Rosa attuale
Aggiornato al mondiale del 2017.
| N° | Naz.                | Ruolo | Sportivo         | Anno |  |  | Squadra di club         |  |
| -- | ------------------- | ----- | ---------------- | ---- |  |  | ----------------------- |  |
| 2  | Ungheria (bandiera) | LB    | Szandra Zácsik   | 1990 |  |  | Budaörs Handball        |  |
| 6  | Ungheria (bandiera) | LW    | Nadine Schatzl   | 1993 |  |  | FTC-Rail Cargo Hungaria |  |
| 7  | Ungheria (bandiera) | LB    | Zita Szucsánszki | 1987 |  |  | FTC-Rail Cargo Hungaria |  |
| 8  | Ungheria (bandiera) | CB    | Anikó Kovacsics  | 1991 |  |  | FTC-Rail Cargo Hungaria |  |
| 13 | Ungheria (bandiera) | CB    | Anita Görbicz    | 1983 |  |  | Győri ETO               |  |
| 14 | Ungheria (bandiera) | P     | Anett Kisfaludy  | 1990 |  |  | Érdi VSE                |  |
| 15 | Ungheria (bandiera) | LB    | Kinga Klivinyi   | 1992 |  |  | Érdi VSE                |  |
| 16 | Ungheria (bandiera) | GK    | Blanka Bíró      | 1994 |  |  | FTC-Rail Cargo Hungaria |  |
| 22 | Ungheria (bandiera) | RW    | Bernadett Bódi   | 1986 |  |  | Győri ETO               |  |
| 23 | Ungheria (bandiera) | LB    | Klára Szekeres   | 1987 |  |  | Ferencvárosi TC         |  |
| 24 | Ungheria (bandiera) | P     | Szabina Mayer    | 1988 |  |  | Alba Fehérvár KC        |  |
| 33 | Ungheria (bandiera) | RB    | Anna Kovács      | 1991 |  |  | Dunaújvárosi            |  |
| 34 | Ungheria (bandiera) | P     | Rea Mészáros     | 1994 |  |  | FTC-Rail Cargo Hungaria |  |
| 45 | Ungheria (bandiera) | RB    | Noémi Háfra      | 1998 |  |  | FTC-Rail Cargo Hungaria |  |
| 61 | Ungheria (bandiera) | GK    | Kinga Janurik    | 1991 |  |  | Érdi VSE                |  |
| 66 | Ungheria (bandiera) | RW    | Viktória Lukács  | 1995 |  |  | FTC-Rail Cargo Hungaria |  |
| 96 | Ungheria (bandiera) | GK    | Gabriella Tóth   | 1996 |  |  | Érdi VSE                |  |

## Allenatori
| Periodo   | Allenatore                  |
| --------- | --------------------------- |
| 1956-1978 | Bódog Török                 |
| 1979-1980 | Mihály Lele                 |
| 1980-1985 | János Csík                  |
| 1986-1987 | Zsolt Barabás               |
| 1988-1989 | István Szabó                |
| 1990-1996 | László Laurencz             |
| 1997      | János Csík                  |
| 1998      | András Németh / Gyula Zsiga |
| 1998-2004 | Lajos Mocsai                |
| 2004      | Szilárd Kiss                |
| 2005-2008 | András Németh               |
| 2008      | János Hajdu                 |
| 2008-2009 | Vilmos Imre                 |
| 2009-2011 | Eszter Mátéfi               |
| 2011-2013 | Karl Erik Bøhn              |
| 2013-2014 | János Hajdu                 |
| 2014-2016 | András Németh               |
| 2016-2016 | Ambros Martín / Gábor Elek  |
| 2016-     | Kim Rasmussen               |